# Convite Cultural

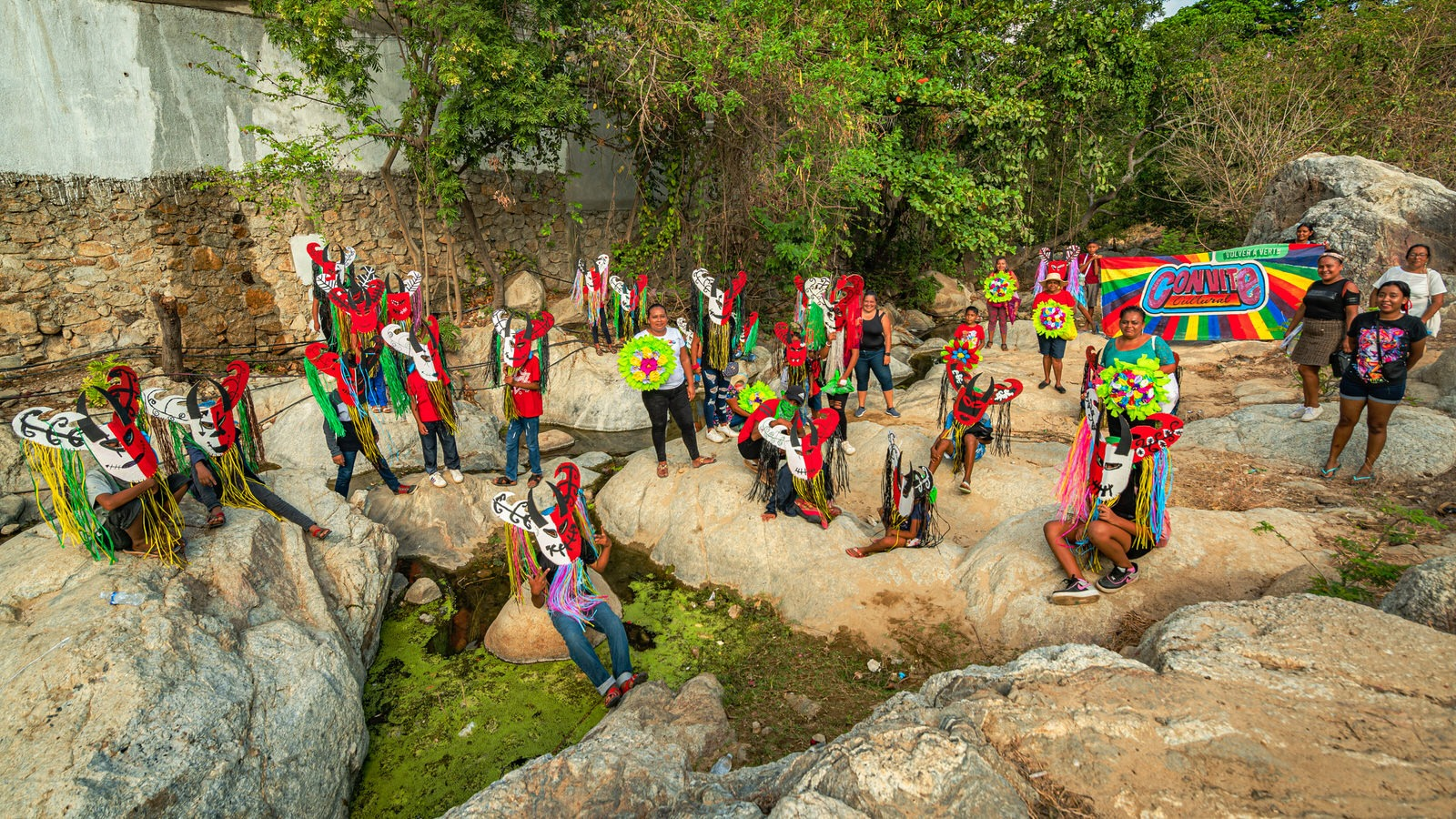
Convite Cultural "Ndìxín ndio´o, Las alas del Colibrí", Escuela Primaria Intecultural Bilingüe "ACAMAPICHTLI", Acapulco de Juárez, Guerrero.

Convite Cultural es un programa nacional de la Secretaría de Cultura de México. Es  llevada a cabo por la Dirección de Animación Cultural, como parte del Programa Cultura Comunitaria de la Secretaría de Cultura de México. 
Tiene como objetivo central  promover y garantizar el pleno ejercicio de los derechos culturales de diversos públicos, a través de la apropiación afectiva del espacio público y el disfrute recreativo del tiempo libre. Además, se enfoca en impulsar la cultura desde una perspectiva comunitaria y participativa, incentivando procesos autogestivos y fomentando la interacción entre agentes culturales, promotores culturales y los diversos públicos locales, con el  propósito de enriquecer la vida cultural de las comunidades. Esta actividad forma parte de un conjunto de acciones que incluyen también eventos como «Cine sillitas», «Jolgorios», «Carretes» y «Pixcas».

## Características
El programa Convite Cultural es de convivencias semanales que abarcan una amplia gama de actividades artísticas y culturales, diseñadas para personas de todas las edades. Este enfoque procura brindar una alternativa significativa para que las personas disfruten y se diviertan en espacios públicos, aprovechando su tiempo libre en actividades culturales y artísticas enriquecedoras.
En cada Convite, que se lleva a cabo en diferentes localidades, se establecen sesiones de 2 a 3 horas, repitiéndose semanalmente durante 6 u 8 meses. Estas reuniones no solo permiten que los participantes se conecten y compartan, generando un ambiente propicio para el intercambio de risas, anécdotas, saberes e historias, sino que también contribuyen al fortalecimiento del tejido social de la comunidad.
Los Convites Culturales destacan por su enfoque temático específico, definido a través de un sondeo territorial que considera la riqueza cultural y necesidades particulares de cada comunidad, incluyendo problemáticas sociales presentes en la zona. Durante estas jornadas, se fomenta el diálogo y reflexión en torno a dicho eje temático mediante la exploración de diversos lenguajes creativos, como el visual, audiovisual, sonoro, literario, corporal, artes aplicadas y prácticas tradicionales. Estas enriquecedoras jornadas se sustentan en la mediación sociocultural, promoviendo la creación de lazos entre personas y facilitando el diálogo de saberes, afectos, ideas y aspiraciones. Además, aplican el enfoque de arte educación, estimulando la percepción, sensibilidad, creatividad e imaginación de los participantes y fomentando una mayor conexión con su entorno.
El impacto de los Convites Culturales trasciende sus propias jornadas, ya que al finalizar cada proceso, se lleva a cabo una muestra donde se exhiben los logros alcanzados y se comparten las experiencias y aprendizajes adquiridos. Esta muestra, que puede adoptar la forma de una exposición o una acción de arte comunitario, permite a la comunidad celebrar y participar en el reconocimiento de sus propios logros y en la creación colectiva que surge de estas vivencias culturales compartidas.

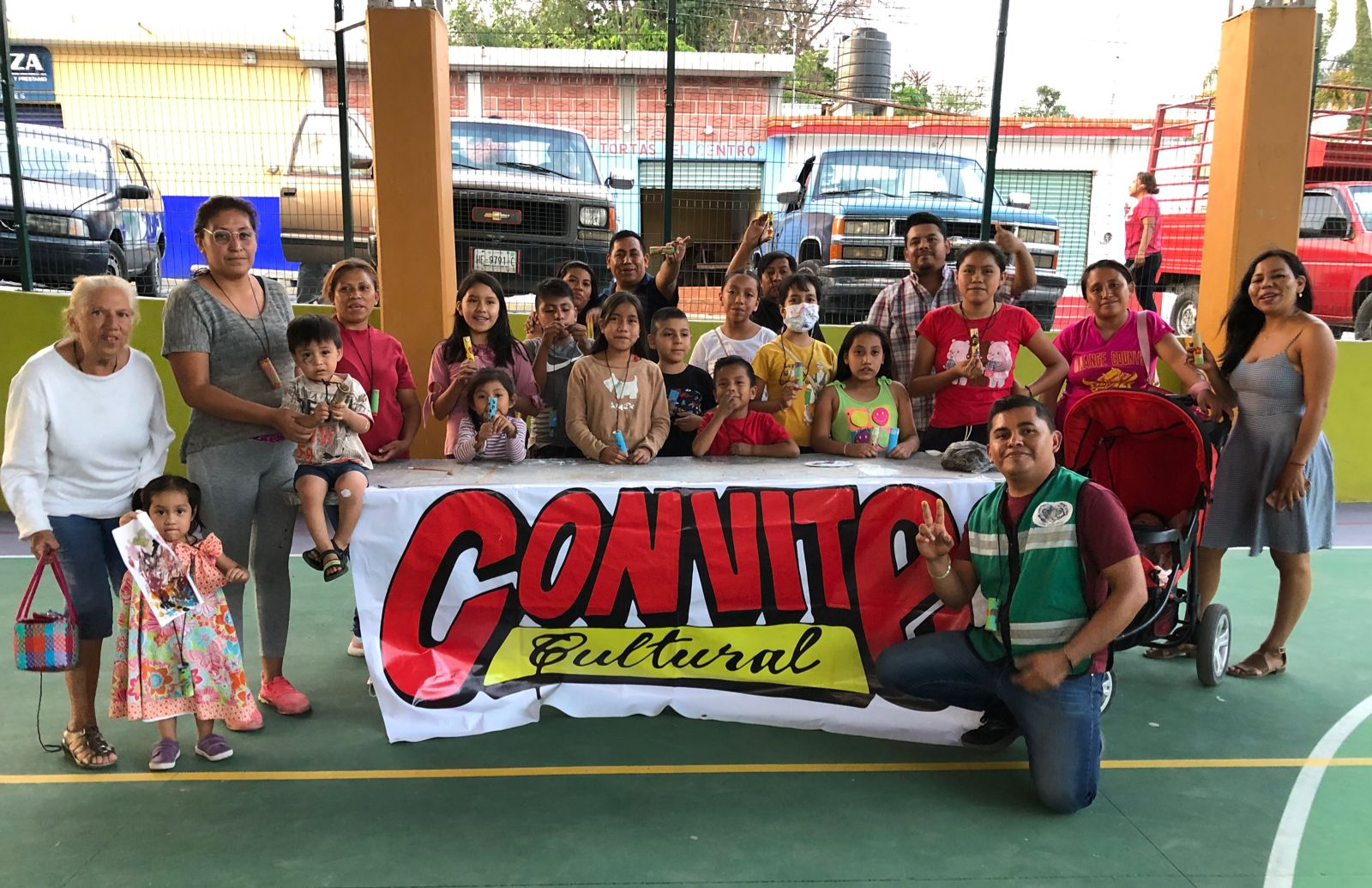
Convite Cultural "Entre tecorrales y cuexcomates", Temoac, Morelos.

En el contexto de México, donde la importancia de los derechos culturales se consolidó con la adición al artículo 4° de la Constitución en 2009, el Convite Cultural juega un papel fundamental en la promoción y garantía de estos derechos. Esta iniciativa contribuye directamente a hacer efectivo el acceso a la cultura y el disfrute de los bienes y servicios culturales proporcionados por el Estado, respetando la diversidad cultural y la libertad creativa.

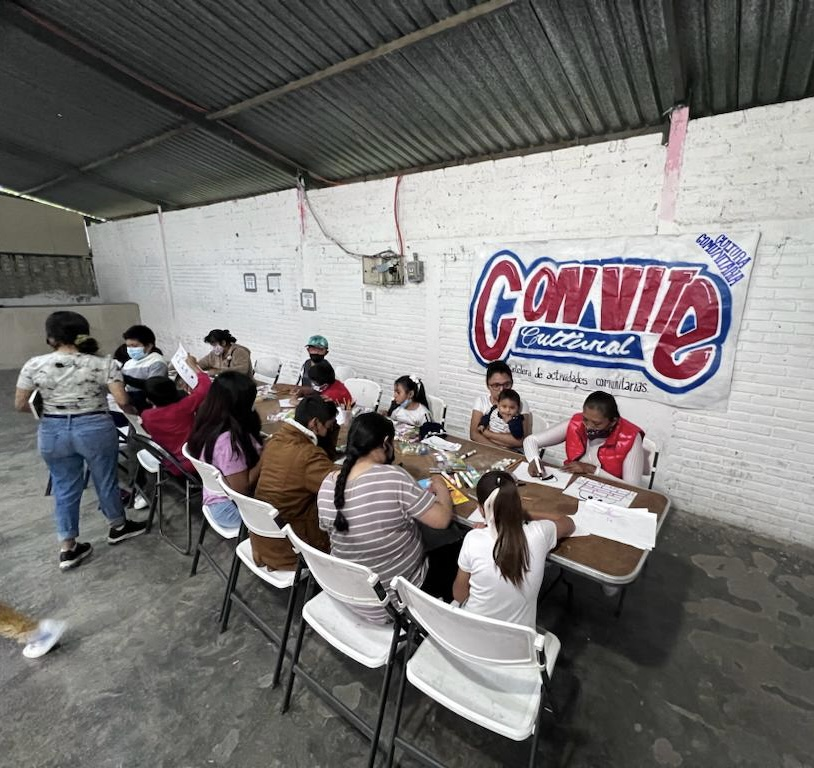
Convite Cultural "Capturando el Movimiento", salón Cilantro, Tlapechico, Álvaro Óbregon, Ciudad de México

El Convite Cultural se encuentra en plena consonancia con la Ley General de Cultura y Derechos Culturales, promulgada en 2017, que establece una amplia gama de derechos culturales, incluyendo el acceso a la cultura, la participación activa y creativa en ella, la protección de los intereses patrimoniales y morales, así como el uso de tecnologías de la información y comunicación. Estos valiosos derechos encuentran su expresión y materialización en cada Convite, que proporciona a personas de todas las edades un espacio público enriquecido culturalmente, impulsando la solidaridad comunitaria y permitiendo el acceso gratuito a eventos artísticos.